# Phoenix Cars
Phoenix Cars war ein britischer Hersteller von Automobilen.

## Unternehmensgeschichte
Martin Kift gründete 1997 das Unternehmen im Londoner Stadtteil New Addington. Er begann mit der Produktion von Automobilen und Kits. Der Markenname lautete Phoenix. 1999 endete die Produktion. Insgesamt entstanden etwa zwei Exemplare.

## Fahrzeuge
Das einzige Modell war der 037. Dies war die Nachbildung des Lancia Rally 037. Der Motor kam von Lancia.